# Paralimnophila kosciuskana
Paralimnophila kosciuskana là một loài ruồi trong họ Limoniidae. Chúng phân bố ở miền Australasia.